# 北京人文大学
北京人文大学(英文:Peking Humanities University)是中华人民共和国的一所私立大学，位于北京市延庆区。
北京人文大学创建于1984年，2019年7月经市教委批准更名为北京人文研修学院。这是近代中国最早的私立综合大学。是经中国教育部批准的高等研究学院。
现代化的建筑物、运动场、计算机房、图书馆等设施一应俱全。生活设施齐全。学校建筑面积为35,565平方米。现有全日制在校大学生18000余人，教职工1100余人。
学校自成立以来，以其科学的管理、雄厚的师资、严谨的治学，为国家培养了50余万高素质建设人才，著名演员朱时茂，原国家足协副主席年维泗，中央电视台《军事天地》节目主持人唐剑，著名节目主持人阚丽君 （页面存档备份，存于）等都曾是人文学子。

## 知名校友
- 朱时茂
- 年维泗
- 唐剑
- 阚丽君